# Lista załogowych lotów kosmicznych (2011–2020)
Wszystkie daty podane są według uniwersalnego czasu koordynowanego (UTC).
- Jasnożółty oznacza loty suborbitalne (w tym loty, które z powodu awarii nie osiągnęły zamierzonej orbity).

| Lp. | Misja                         | Data                                    | Załoga | Opis |
| --- | ----------------------------- | --------------------------------------- | --- | --- |
| 285 | STS-133 Discovery (ISS-ULF-5) | 24 lutego - 9 marca 2011                | Steven W. Lindsey, Eric A. Boe, Benjamin A. Drew Jr., Stephen G. Bowen, Michael R. Barratt, Nicole M. Stott   | Dołączenie do Międzynarodowej Stacji Kosmicznej modułu PMM i dostarczenie zaopatrzenia (ExPRESS Logistics Carrier 4). 2 x EVA (Bowen, Drew). Ostatnia misja wahadłowca Discovery. |
| 286 | Sojuz TMA-21 (ISS-26S)        | 4 kwietnia - 16 września 2011           | Aleksandr M. Samokutiajew, Andriej I. Borisienko, Ronald J. Garan Jr.                                         | Ekspedycja 27 i Ekspedycja 28 na Międzynarodowej Stacji Kosmicznej. |
| 287 | STS-134 Endeavour (ISS-ULF-6) | 16 maja - 1 czerwca 2011                | Mark E. Kelly, Gregory H. Johnson, Edward M. Fincke, Gregory E. Chamitoff, Andrew J. Feustel, Roberto Vittori | Dostarczenie do Międzynarodowej Stacji Kosmicznej instrumentu Alpha Magnetic Spectrometer (AMS-02) i zaopatrzenia (ExPRESS Logistics Carrier 3). 4 x EVA (Feustel, Chamitoff, Fincke). Ostatnia misja wahadłowca Endeavour. |
| 288 | Sojuz TMA-02M (ISS-27S)       | 7 czerwca - 22 listopada 2011           | Siergiej A. Wołkow, Satoshi Furukawa, Michael E. Fossum                                                       | Ekspedycja 28 i Ekspedycja 29 na Międzynarodowej Stacji Kosmicznej. |
| 289 | STS-135 Atlantis (ISS-ULF-7)  | 8 - 21 lipca 2011                       | Christopher J. Ferguson, Douglas G. Hurley, Sandra H. Magnus, Rex J. Walheim                                  | Dostarczenie zaopatrzenia na Międzynarodową Stację Kosmiczną w module Raffaello MPLM i Lightweight Multi-Purpose Carrier (LMC). Umieszczenie na orbicie satelity Pico-Satellite Solar Cell (PSSC-2). Ostatnia misja wahadłowca Atlantis. Ostatnia misja programu Space Transportation System.                                                |
| 290 | Sojuz TMA-22 (ISS-28S)        | 14 listopada 2011 - 27 kwietnia 2012    | Anton N. Szkaplerow, Anatolij A. Iwaniszyn, Daniel C. Burbank                                                 | Ekspedycja 29 i Ekspedycja 30 na Międzynarodowej Stacji Kosmicznej. |
| 291 | Sojuz TMA-03M (ISS-29S)       | 21 grudnia 2011 - 1 lipca 2012          | Oleg D. Kononienko, André Kuipers, Donald R. Pettit                                                           | Ekspedycja 30 i Ekspedycja 31 na Międzynarodowej Stacji Kosmicznej. |
| 292 | Sojuz TMA-04M (ISS-30S)       | 15 maja - 17 września 2012              | Giennadij I. Padałka, Siergiej N. Rewin, Joseph M. Acaba                                                      | Ekspedycja 31 i Ekspedycja 32 na Międzynarodowej Stacji Kosmicznej. |
| 293 | Shenzhou 9                    | 16 - 29 czerwca 2012                    | Jing Haipeng, Liu Wang, Liu Yang                                                                              | Połączenie z modułem orbitalnym Tiangong 1. |
| 294 | Sojuz TMA-05M (ISS-31S)       | 15 lipca - 19 listopada 2012            | Jurij I. Malenczenko, Sunita L. Williams, Akihiko Hoshide                                                     | Ekspedycja 32 i Ekspedycja 33 na Międzynarodowej Stacji Kosmicznej. |
| 295 | Sojuz TMA-06M (ISS-32S)       | 23 października 2012 - 16 marca 2013    | Oleg W. Nowicki, Kevin A. Ford, Jewgienij I. Tariełkin                                                        | Ekspedycja 33 i Ekspedycja 34 na Międzynarodowej Stacji Kosmicznej. |
| 296 | Sojuz TMA-07M (ISS-33S)       | 19 grudnia 2012 - 14 maja 2013          | Roman J. Romanienko, Chris A. Hadfield, Thomas H. Marshburn                                                   | Ekspedycja 34 i Ekspedycja 35 na Międzynarodowej Stacji Kosmicznej. |
| 297 | Sojuz TMA-08M (ISS-34S)       | 28 marca 2013 - 11 września 2013        | Paweł W. Winogradow, Aleksandr A. Misurkin, Christopher J. Cassidy                                            | Ekspedycja 35 i Ekspedycja 36 na Międzynarodowej Stacji Kosmicznej. |
| 298 | Sojuz TMA-09M                 | 28 maja - 11 listopada 2013             | Fiodor N. Jurczichin Luca S. Parmitano Karen L. Nyberg                                                        | Ekspedycja 36 i Ekspedycja 37 na Międzynarodowej Stacji Kosmicznej. |
| 299 | Shenzhou 10                   | 11 - 26 czerwca 2013                    | Nie Haisheng Zhang Xiaoguang Wang Yaping                                                                      | Połączenie z modułem orbitalnym Tiangong 1 |
| 300 | Sojuz TMA-10M                 | 25 września 2013 - 11 marca 2014        | Oleg W. Kotow Siergiej N. Riazanskij Michael S. Hopkins                                                       | Ekspedycja 37 i Ekspedycja 38 na Międzynarodowej Stacji Kosmicznej. |
| 301 | Sojuz TMA-11M                 | 7 listopada 2013 - 14 maja 2014         | Michaił W. Tiurin Richard A. Mastracchio Kōichi Wakata                                                        | Ekspedycja 38 i Ekspedycja 39 na Międzynarodowej Stacji Kosmicznej. |
| 302 | Sojuz TMA-12M                 | 25 marca – 11 września 2014             | Aleksandr A. Skworcow Oleg G. Artiemjew Steven R. Swanson                                                     | Ekspedycja 39 i Ekspedycja 40 na Międzynarodowej Stacji Kosmicznej. |
| 303 | Sojuz TMA-13M                 | 28 maja - 10 listopada 2014             | Maksim W. Surajew Gregory R. Wiseman Alexander Gerst                                                          | Ekspedycja 40 i Ekspedycja 41 na Międzynarodowej Stacji Kosmicznej. |
| 304 | Sojuz TMA-14M                 | 25 września 2014 - 12 marca 2015        | Aleksandr M. Samokutiajew Jelena O. Sierowa Barry E. Wilmore                                                  | Ekspedycja 41 i Ekspedycja 42 na Międzynarodowej Stacji Kosmicznej. |
| 305 | Sojuz TMA-15M                 | 23 listopada 2014 - 11 czerwca 2015     | Anton N. Szkaplerow Samantha Cristoforetti Terry W. Virts Jr.                                                 | Ekspedycja 42 i Ekspedycja 43 na Międzynarodowej Stacji Kosmicznej. |
| 306 | Sojuz TMA-16M                 | 27 marca - 12 września 2015             | Giennadij I. Padałka Michaił B. Kornijenko Scott J. Kelly                                                     | Giennadij Padałka wszedł w skład Ekspedycji 43 i Ekspedycji 44 na Międzynarodowej Stacji Kosmicznej i powrócił na Ziemię 12 września 2015. Długotrwały pobyt na stacji (Michaił Kornijenko i Scott Kelly) w ramach Ekspedycji 43–46 do 2 marca 2016 (czas lotu 340 d 08 h 42 min).                                                           |
| 307 | Sojuz TMA-17M                 | 22 lipca - 11 grudnia 2015              | Oleg D. Kononienko Kimiya Yui Kjell N. Lindgren                                                               | Ekspedycja 44 i Ekspedycja 45 na Międzynarodowej Stacji Kosmicznej. |
| 308 | Sojuz TMA-18M                 | 2 września 2015 - 2 marca 2016          | Siergiej A. Wołkow Andreas E. Mogensen Ajdyn A. Aimbetow                                                      | Siergiej Wołkow wszedł w skład Ekspedycji 45 i Ekspedycji 46 na Międzynarodowej Stacji Kosmicznej i powrócił na Ziemię z Michaiłem Kornijenko i Scottem Kelly. Pozostała część załogi (A. Mogensen i A. Aimbietow) odbyła krótkoterminowy lot na stacji i powróciła na Ziemię wraz z Giennadijem Padałką w Sojuzie TMA-16M 12 września 2015. |
| 309 | Sojuz TMA-19M                 | 15 grudnia 2015 – 18 czerwca 2016       | Jurij I. Malenczenko Timothy L. Kopra Timothy N. Peake                                                        | Ekspedycja 46 i Ekspedycja 47 na Międzynarodowej Stacji Kosmicznej. |
| 310 | Sojuz TMA-20M                 | 18 marca – 7 września 2016              | Aleksiej N. Owczinin Oleg I. Skripoczka Jeffrey N. Williams                                                   | Ekspedycja 47 i Ekspedycja 48 na Międzynarodowej Stacji Kosmicznej. |
| 311 | Sojuz MS-01                   | 7 lipca – 30 października 2016          | Anatolij A. Iwaniszyn Takuya Ōnishi Kathleen H. Rubins                                                        | Ekspedycja 48 i Ekspedycja 49 na Międzynarodowej Stacji Kosmicznej. Pierwszy lot zmodernizowanej wersji statku Sojuz MS. |
| 312 | Shenzhou 11                   | 16 października – 18 listopada 2016     | Jing Haipeng Chen Dong                                                                                        | Połączenie z modułem orbitalnym Tiangong 2 |
| 313 | Sojuz MS-02                   | 19 października 2016 – 10 kwietnia 2017 | Siergiej N. Ryżykow Andriej I. Borisienko R. Shane Kimbrough                                                  | Ekspedycja 49 i Ekspedycja 50 na Międzynarodowej Stacji Kosmicznej. |
| 314 | Sojuz MS-03                   | 17 listopada 2016 – 2 czerwca 2017      | Oleg W. Nowickij Thomas G. Pesquet Peggy A. Whitson                                                           | Ekspedycja 50 i Ekspedycja 51 na Międzynarodowej Stacji Kosmicznej. Oleg Nowickij i Thomas Pesquet powrócili na Ziemię 2 czerwca 2017. Peggy Whitson pozostała w składzie Ekspedycji 52 i powróciła na Ziemię 3 września 2017 w Sojuzie MS-04.                                                                                               |
| 315 | Sojuz MS-04                   | 20 kwietnia – 3 września 2017           | Fiodor N. Jurczichin Jack D. Fischer                                                                          | Ekspedycja 51 i Ekspedycja 52 na Międzynarodowej Stacji Kosmicznej. |
| 316 | Sojuz MS-05                   | 28 lipca – 14 grudnia 2017              | Siergiej N. Riazanski Randolph J. Bresnik Paolo A. Nespoli                                                    | Ekspedycja 52 i Ekspedycja 53 na Międzynarodowej Stacji Kosmicznej. |
| 317 | Sojuz MS-06                   | 12 września 2017 – 28 lutego 2018       | Aleksandr A. Misurkin Mark T. Vande Hei Joseph M. Acaba                                                       | Ekspedycja 53 i Ekspedycja 54 na Międzynarodowej Stacji Kosmicznej. |
| 318 | Sojuz MS-07                   | 17 grudnia 2017 – 3 czerwca 2018        | Anton N. Szkaplerow Scott D. Tingle Norishige Kanai                                                           | Ekspedycja 54 i Ekspedycja 55 na Międzynarodowej Stacji Kosmicznej. |
| 319 | Sojuz MS-08                   | 21 marca – 4 października 2018          | Oleg G. Artiemjew Andrew J. Feustel Richard R. Arnold II                                                      | Ekspedycja 55 i Ekspedycja 56 na Międzynarodowej Stacji Kosmicznej. |
| 320 | Sojuz MS-09                   | 6 czerwca – 20 grudnia 2018             | Siergej W. Prokopiew Alexander Gerst Serena M. Auñón-Chancellor                                               | Ekspedycja 56 i Ekspedycja 57 na Międzynarodowej Stacji Kosmicznej. |
| 321 | Sojuz MS-10                   | 11 października 2018                    | Aleksiej N. Owczinin Tyler N. Hague                                                                           | Awaria w 118 s po starcie w momencie rozdzielenia pierwszego i drugiego stopnia rakiety nośnej. Lądowanie awaryjne po torze balistycznym w okolicach Żezkazganu. Czas lotu: 19min 49s. |
| 322 | Sojuz MS-11                   | 3 grudnia 2018 – 25 czerwca 2019        | Oleg D. Kononienko David Saint-Jacques Anne Ch. McClain                                                       | Ekspedycja 57, 58 i 59 na Międzynarodowej Stacji Kosmicznej. |
| 323 | Sojuz MS-12                   | 14 marca – 3 października 2019          | Aleksiej N. Owczinin Tyler N. Hague Christina H. Koch                                                         | Ekspedycja 59 i Ekspedycja 60 na Międzynarodowej Stacji Kosmicznej. Christina Koch pozostała w składzie Ekspedycji 61. |
| 324 | Sojuz MS-13                   | 20 lipca 2019 – 6 lutego 2020           | Aleksandr A. Skworcow Luca S. Parmitano Andrew R. Morgan                                                      | Ekspedycja 60 i Ekspedycja 61 na Międzynarodowej Stacji Kosmicznej. Powrót na Ziemię 6 lutego 2020 w składzie Aleksandr Skworcow, Luca Parmitano i Christina Koch. Andrew Morgan pozostał w składzie Ekspedycji 62. |
| 325 | Sojuz MS-15                   | 25 września 2019 – 17 kwietnia 2020     | Oleg I. Skripoczka Jessica U. Meir Hazzaa Ali AlMansoori                                                      | Ekspedycja 61 i Ekspedycja 62 na Międzynarodowej Stacji Kosmicznej. AlMansoori odbył krótkotrwały lot i powrócił na Ziemię w Sojuzie MS-12. Powrót na Ziemię 17 kwietnia 2020 w składzie Oleg Skripoczka, Jessica Meir i Andrew Morgan. |
| 326 | Sojuz MS-16                   | 9 kwietnia – 22 października 2020       | Anatolij A. Iwaniszyn Iwan W. Wagner Christopher J. Cassidy                                                   | Ekspedycja 62 i Ekspedycja 63 na Międzynarodowej Stacji Kosmicznej. |
| 327 | SpaceX Demo-2                 | 30 maja – 2 sierpnia 2020               | Douglas G. Hurley Robert L. Behnken                                                                           | Misja testowa statku Crew Dragon. Połączenie z Międzynarodową Stację Kosmiczną. Dołączenie do Ekspedycji 63. |
| 328 | Sojuz MS-17                   | 14 października 2020 – 17 kwietnia 2021 | Siergiej N. Ryżykow Siergiej W. Kudź-Swierczkow Kathleen H. Rubins                                            | Ekspedycja 63 i Ekspedycja 64 na Międzynarodowej Stacji Kosmicznej. |
| 329 | SpaceX Crew-1                 | 16 listopada 2020 – 2 maja 2021         | Michael S. Hopkins Victor J. Glover, Jr. Soichi Noguchi Shannon Walker                                        | Pierwsza misja operacyjna statku Crew Dragon. Ekspedycja 64 na Międzynarodowej Stacji Kosmicznej. |